# Patricia López Arnaiz

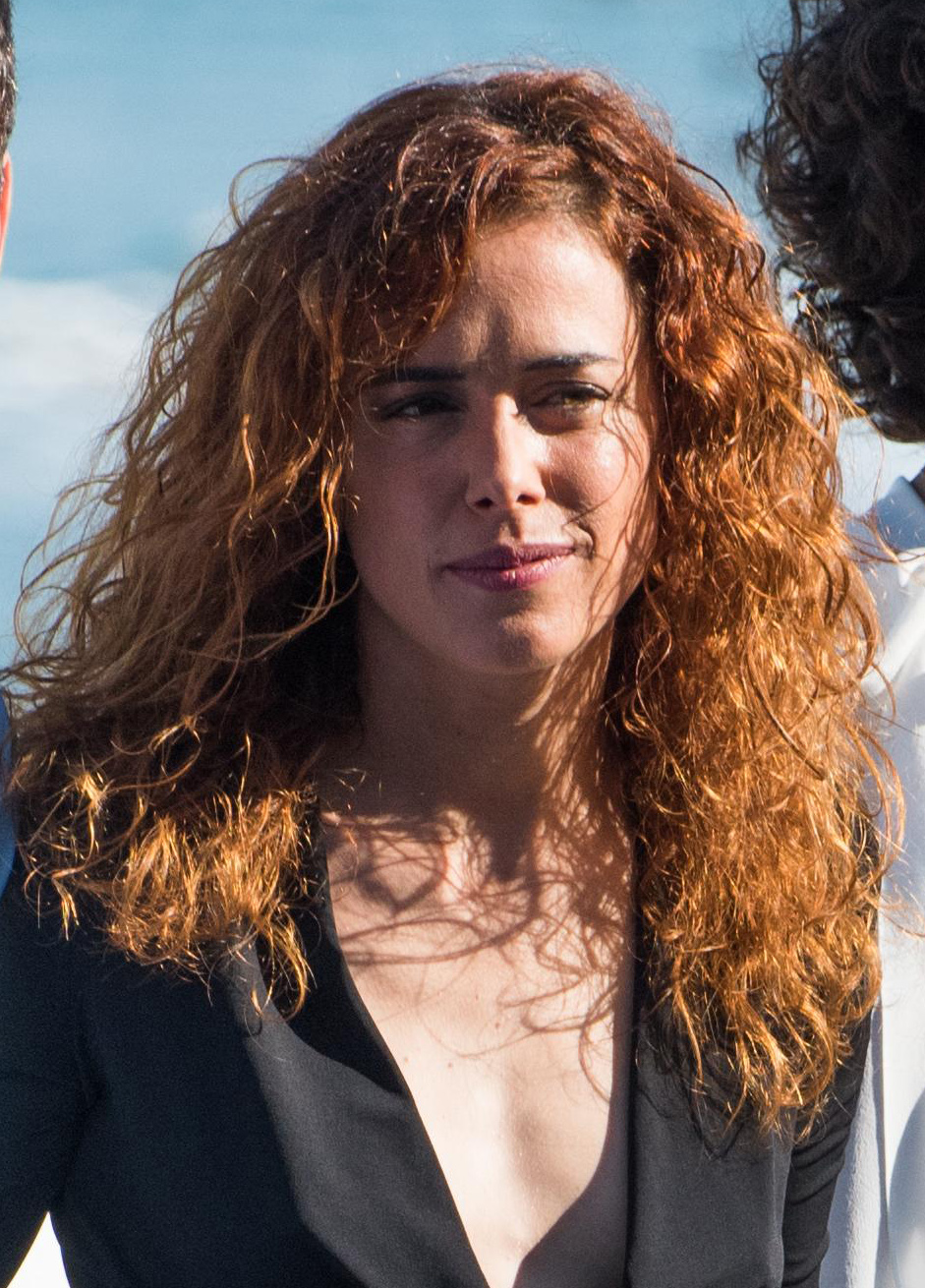
Patricia López Arnaiz

Patricia López Arnaiz (* 15. April 1981 in Vitoria-Gasteiz) ist eine spanische Schauspielerin.

## Leben und Karriere
Patricia López Arnaiz wurde an der Theaterschule Ortzai in ihrem Heimatort Vitoria-Gasteiz ausgebildet. Seit 2010 spielt sie in Film, Fernsehen und Theater. So spielte sie ab 2017 als „Rosaura Salazar“ in der Baztan-Trilogie der Autorin Dolores Redondo. Ab 2018 spielte sie als „Teresa Pinelo“ in der Historien-Serie Die Pest sowie als „Teresa Blanco Sánchez“ in La otra mirada. Ihr schauspielerisches Schaffen für Film und Fernsehen umfasst mehr als zwei Dutzend Produktionen.
Für ihre Hauptrolle im Drama Ane wurde sie 2021 mit einem Goya ausgezeichnet.

## Filmografie (Auswahl)
- 2010: 80 egunean
- 2013: Amaren eskuak
- 2013: La herida
- 2015: Un otoño sin Berlín
- 2017: Das Tal der toten Mädchen (El guardián invisible)
- 2018: Der Baum des Blutes (El árbol de la sangre)
- 2018–2019: Die Pest (La peste, Fernsehserie, 12 Folgen)
- 2018–2019: La otra mirada (Fernsehserie, 21 Folgen)
- 2019: Mientras dure la guerra
- 2019: Das Tal der vergessenen Kinder (Legado en los huesos)
- 2020: Das Tal der geheimen Gräber (Ofrenda a la tormenta)
- 2020: La línea invisible (Fernsehserie, 2 Folgen)
- 2020: Hil-Kanpaiak
- 2020: Ane
- 2020: Uno para todos
- 2021: Mediterráneo
- 2021: Die geheime Tochter (La hija)
- 2022: Beyond the Summit – Am Gipfel des Annapurna (La cima)
- 2022: Apagón (Fernsehserie, Folge 1x03 Confrontación)
- 2022: Rein privat (Intimidad, Fernsehserie, 8 Folgen)
- 2022: Feria: Dunkles Licht (Feria: La luz más oscura, Fernsehserie, 8 Folgen)
- 2023: 20.000 Arten von Bienen (20.000 especies de abejas)
- 2024: Galgos (Fernsehserie)
- 2024: Nina
- 2024: Los destellos